# Martijn Dragt
Martijn Dragt (24 mei 1988) is een Nederlandse darter.

## Carrière

#### 2023
Dragt ging in 2023 naar de PDC Q-School, maar haalde de tweede fase niet, waardoor hij geen Tour Card behaalde.
Via de Associate Member Qualifier wist hij zich te kwalificeren voor de Baltic Sea Darts Open 2023, waar hij de laatste 16 haalde. Hierbij wist hij Ricky Evans en voormalig wereldkampioen Rob Cross te verslaan. Dragt werd uitgeschakeld door Ryan Searle.

#### 2024
In januari 2024 nam Dragt voor de vierde keer deel aan PDC Q-School. Na voldoende punten te hebben gesprokkeld om deel te kunnen nemen aan de eindfase, pakte hij een Tour Card door dagwinnaar te worden op de eerste dag. Op donderdag 11 januari versloeg hij achtereenvolgens Jesús Noguera, Marcel Junk, Liam Maendl-Lawrance, Rusty-Jake Rodriguez, Lukas Wenig en Mario Vandenbogaerde, waarop hij in de finale Chris Landman met 6-5 passeerde na een achterstand van 5-3. Dragt wist in de laatste drie wedstrijden een achterstand om te buigen naar een overwinning.